# Zoofizjoterapia
Zoofizjoterapia, również fizjoterapia weterynaryjna lub rehabilitacja zwierząt – nowy dział medycyny weterynaryjnej, który wykorzystuje fizjoterapię, aby poprawić funkcjonowanie i ruchomość stawów, oraz mięśni u zwierząt.

## Cel
Celem zoofizjoterapii jest polepszenie jakości życia oraz redukcja bólu. Specjaliści zoofizjoterapeuci, posiadający wiedzę i kwalifikacje w zakresie fizjoterapii, anatomii, fizjologii i schorzeń zwierzęcych, wykonują zabiegi lecznicze, które z powodzeniem mogą być stosowane u psów, kotów, ptaków, królików, a także w przypadku koni i innych zwierząt towarzyszących człowiekowi. Zoofizjoterapia wpływa na redukcję bólu i przyspiesza proces zdrowienia po wypadkach, zabiegach chirurgicznych, chorobach neurologicznych oraz degeneracyjnych, chorobach związanych ze starzeniem się zwierzęcia, a także z otyłością.

## Historia
Korzyści wynikające z fizjoterapii dla zwierząt zostały zaakceptowane przez specjalistów weterynarii już dawno temu. Jednakże kliniczna fizjoterapia dla zwierząt jest relatywnie nową dziedziną, która jest stosowana od około 20 lat. W istocie wiele ze schematów rehabilitacyjnych zostało opracowano na podstawie modeli zwierzęcych. Przez to połączenie naturalnym następstwem było wprowadzenie fizjoterapii do weterynarii, już nie w formie testów i doświadczeń na zwierzętach, ale jako regularną dziedzinę weterynarii.
Przez ostatnich 5 lat odnotowano wzrost ilości prywatnych praktyk weterynaryjnych, które stosują zoofizjoterapię w terapii zaburzeń neurologicznych, ortopedycznych oraz różnymi zaburzeniami i nieprawidłowościami funkcjonowania. Z tego też powodu zoofizjoterapia wymusiła zmianę na sposobie prowadzenia terapii, i zamiast leczenia i opieki paliatywnej, teraz celem jest zapobieganie powstaniu schorzenia. Przykładem jest redukowanie masy ciała zabiegami fizjoterapii w przypadku otyłych zwierząt. Obniżenie masy ciała redukuje ryzyko występowania wielu chorób degeneracyjnych jak osteoartroza.

## Edukacja
Zabiegi fizjoterapii weterynaryjnej powinny być wykonywane przez certyfikowanego zoofizjoterapeutę, lub lekarza weterynarii, który posiada przeszkolenie w zakresie prowadzenia fizykoterapii i terapii manualnej.
Dyplom zoofizjoterapeuty (fizjoterapeuta weterynarii) potwierdza kwalifikacje terapeuty do przeprowadzania zabiegów fizjoterapeutycznych u zwierząt i jest poprzedzony odpowiednim programem szkoleniowym. Program szkoleniowy obejmuje całościową wiedzę na temat anatomii zwierząt oraz technik fizjoterapeutycznych takich jak masaż, czy fizykoterapia (laseroterapia, magnetoterapia, ultradźwięki, fale uderzeniowe, elektroterapia, ciepło i zimnolecznictwo, ćwiczenia równoważne, bierne, itp.).

## Metody
Zwyczajowo zoofizjoterapeuta współpracuje z lekarzem weterynarii przy ustaleniu diagnozy oraz stanu zwierzęcia, aby móc opracować plan terapii rehabilitacyjnej. Każda technika fizjoterapeutyczna ma inne zastosowanie i przynosi inne efekty, przez co stosowanie każdej możliwej techniki nie jest pomocne w leczeniu określonego stanu. Fizjoterapia w przypadkach ortopedycznych może zawierać kombinacje poniższych metod: ciepłoterapia, krioterapia, hydroterapia, kinezyterapia. Przy leczeniu schorzeń neurologicznych bardzo dobre efekty przynoszą ćwiczenia równoważne i koordynacji ruchowej, ćwiczenia wzmacniające oraz hydroterapia. Zabiegi chirurgiczne i uszkodzenia powypadkowe są leczone głównie termoterapią, masażem i hydroterapią.

### Masaż
Masaż w fizjoterapii zwierząt jest stosowany do niwelowania napięcia mięśniowego i stymulowania rozwoju mięśni. Masaż pomaga w powrocie do zdrowia po wypadkach i zabiegach chirurgicznych poprzez zwiększenie i poprawienie krążenia krwi i pozbycie się napięcia spastycznego mięśni. Masaż ma dobroczynny wpływ na poprawę komfortu zwierzęcia dotkniętego prawie każdym schorzeniem.

### Ciepło- i zimnolecznictwo
Ciepłolecznictwo jest stosowane w celu rozgrzania mięśni przed ćwiczeniami wzmacniającymi oraz przed hydroterapią. Przykładanie ciepłych kompresów zwiększa zakres ruchów, zmniejsza sztywność ścięgien oraz poprawia krążenie krwi. Technika ta pozwala zwiększyć komfort zwierzęcia przed aplikacją innych zabiegów fizykoterapeutycznych. Głębokie rozgrzewanie tkanek przy użyciu lasera jest często używane to stymulowania leczenia ran powierzchniowych oraz do zmniejszenia bólu i dyskomfortu przy przykurczach i bólach mięśniowych. Krioterapia (zimnolecznictwo) jest stosowana po intensywnych zabiegach fizjoterapeutycznych aby zmniejszyć dyskomfort spowodowany stanem zapalnym tkanek.

### Kinezyterapia
W przypadku zwierząt towarzyszących kinezyterapia jest istotną formą terapii, która pomaga przygotować zwierzę do ponownego poruszania się.

#### Ćwiczenia bierne
Ćwiczenia bierne są wykonywane poprzez zginanie i rozciąganie ścięgien i stawów do maksymalnego zakresu ruchu. W trakcie wykonywania terapii istotne jest, aby zoofizjoterapeuta nie przekroczył maksymalnych wartości zakresu ruchu, gdyż grozi to uszkodzeniem rehabilitowanej kończyny lub odcinka ciała. Ćwiczenia bierne są stosowane aby zmobilizować zwierzę do pełnego używania kończyny. Technika ćwiczeń biernych znacznie wpływa na poprawę zakresu ruchomości kończyn oraz redukuje bolesności w stawach i ścięgnach, przyczynia się do poprawy jakości życia zwierzęcia.

#### Ćwiczenia równoważne
Ćwiczenia równoważne używają specjalnie zaprojektowanego sprzętu do wzmacniania mięśni i kończyn dotkniętych schorzeniami lub urazami. Ćwiczenia równoważne mogą zawierać ćwiczenie równowagi na piłkach fizjoterapeutycznych, równoważniach, beretach, balanserach. Ćwiczenia te są bardzo efektywne przy rehabilitacji po zabiegach chirurgicznych. Zwierzę w ten sposób jest zmuszane aby zacząć szybciej używać operowaną kończynę, wzmacniać mięśnie, a przez to szybciej wrócić do zdrowia. Ćwiczenia równoważne stosuje się także w przypadku schorzeń neurologicznych. Na przykład: zwierzę powracające do zdrowia po udarze ma zmniejszoną koordynację i równowagę, która może być przywrócona lub znacznie poprawiona poprzez ćwiczenia równoważne.

#### Ćwiczenia koordynacji (propriocepcyjne)
Ćwiczenia koordynacji pomagają zwierzęciu odzyskać świadomość jego znajdowania się w przestrzeni i otoczeniu. Ćwiczenia te wykorzystują ruch po cavaletti, fale, ruch po ósemce. Cavaletti to ćwiczenia polegające na chodzeniu przez przeszkody o różnej wysokości. To ćwiczenie zmusza zwierzę na koncentracji gdzie postawić stopy, aby pokonać przeszkodę i dzięki czemu usprawnia koordynację ruchową. Fale oraz ósemki pozwalają na poprawę koordynacji oraz na wzmocnienie mięśni zwierzęcia poprzez zmuszenie je do przenoszenia masy ciała szybko z jednej strony na drugą oraz w trakcie nawrotów. Ćwiczenia te sprawdzają się w przypadku zwierząt cierpiących na zaburzenia neurologiczne oraz uszkodzenia rdzenia i kręgosłupa.